# Università dell'Iowa
L'Università dell'Iowa (detta anche UI o semplicemente Iowa) è una università pubblica statunitense, la più antica università dello Stato dell'Iowa.
Fa parte della Association of American Universities, della Big Ten Conference, della Big Ten Academic Alliance e della Universities Research Association.
Tra famosi cestisti si ricorda Sean Sonderleiter